# Stade de l’Avenir
Stade de l'Avenir – stadion piłkarski na wyspie Miquelon w Saint-Pierre i Miquelon. Swoje mecze rozgrywa na nim klub AS Miquelon. Stadion mieści 200 osób w tym posiada 50 miejsc siedzących.